# Rejon dnieprzański (Kijów)
Rejon dnieprzański (ukr. Дніпровський район) – jeden z lewobrzeżnych rejonów Kijowa, znajduje się w środkowo-wschodniej części miasta.
Posiada powierzchnię około 67 km² i liczy ponad 356,5 tysiąca mieszkańców.